# Segundo Apocalipsis de Santiago
El Segundo Apocalipsis de Santiago  es uno de los evangelios gnósticos y parte de los apócrifos del Nuevo Testamento.  Se cree que fue escrito alrededor del siglo II d. C. y fue redescubierto en 1945 entre los códices de la Biblioteca Nag Hammadi (códice V).
Aunque el texto es gnóstico, es bastante comedido, con muchos temas judeocristianos, haciendo creer a muchos estudiosos que es uno de los textos más antiguos de los apócrifos, de principios o mediados del siglo II d. C.
Una de las características más curiosas del Segundo Apocalipsis de James es que esta fecha implica que fue escrito antes del Primer Apocalipsis de Santiago.

## Contenido
Hay varias diferencias entre la historia de Santiago contada en el texto y la versión canónica.  El padre de Santiago se llama Theudas en lugar de José, quien es presentado como el padre biológico de Santiago por el Protoevangelio de Santiago.  La esposa de Teudas se llama María, pero si se trata de María, la madre de Jesús, o simplemente la madre biológica de Santiago, no queda claro en el texto.  El Primer Apocalipsis de Santiago afirma categóricamente que Santiago y Jesús no son hermanos.
El texto muestra un beso entre Santiago y Jesús, en los labios, de forma similar al beso de Jesús y María Magdalena que aparece en otros textos gnósticos (lo que da credibilidad a la idea tradicional de que María Magdalena sería la "discípula amada").
“Y Jesús me besó en la boca.  Me abrazó y dijo: "¡Amado mío! Mira y te revelaré cosas que ni los cielos ni los ángeles saben. Mira y te revelaré todo, amado mío. Mira y te revelaré lo que está escondido.  Pero ahora, extiende tu mano. Ahora, abrázame "
- Según Apocalipsis de Santiago.
Sin embargo, el texto también describe cómo este 'beso' sería una metáfora del pasaje de la "sabiduría" (Gnosis), es decir, no es literal, y deja claro que este no es un ejemplo de una relación homosexual como parece.
El Segunda Apocalipsis termina con la horrible muerte de James por lapidación, posiblemente reflejando una tradición oral primitiva de cómo terminó la vida de James:
"... decidieron tirarlo desde una gran altura y lo hicieron ... lo agarraron y lo golpearon mientras lo arrastraban por el suelo.  Lo estiraron y colocaron grandes piedras en su abdomen.  Lo patearon diciendo "¡Te equivocaste!".  Y lo resucitaron, porque aún estaba vivo, y lo hicieron cavar un hoyo.  Lo metieron en eso.  Y habiendo llenado la tierra hasta el abdomen, lo apedrearon.  "
- Apocalipsis de Santiago.